# منچوری

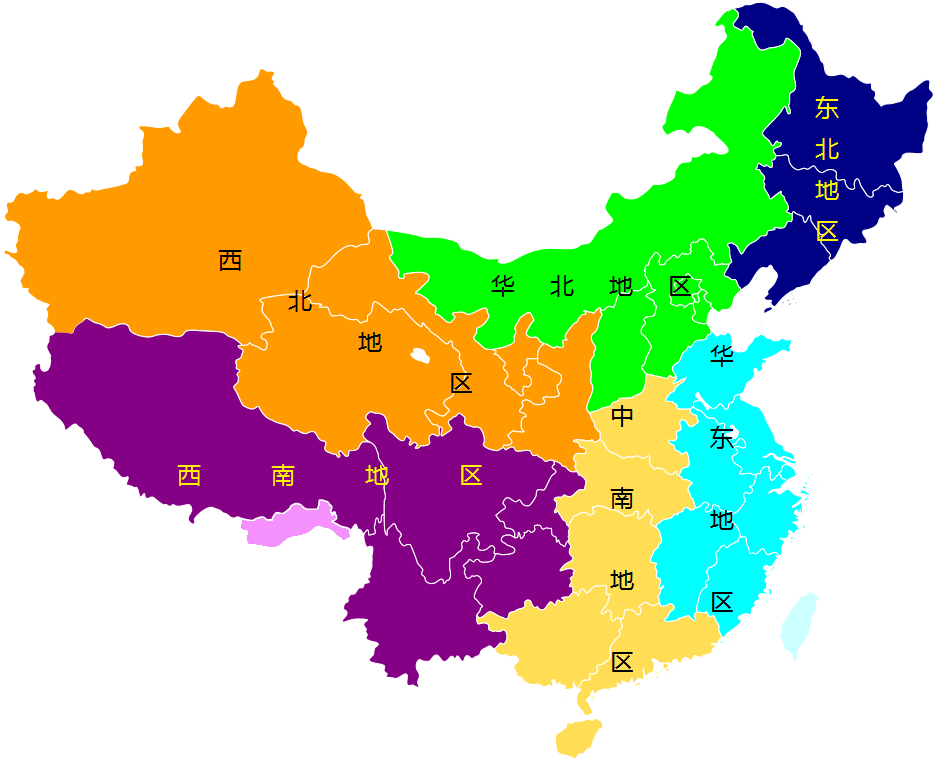
مناطق چین. رنگ سرمه‌ای نشاندهنده منچوری است.

مَنْچوری یا مَنْچورِسْتان (در زبان منچو: Manju، به چینی ساده: 满洲، چینی سنتی: 滿洲، به پین‌یین: Mǎnzhōu) نام منطقه شمال شرقی کشور جمهوری خلق چین است. منچوری سکونتگاه قدیمی اقوامی مانند ژیانبی، خیتان‌ها، جورچن (منچو) است. نام رایجتر در زبان چینی برای آن منطقه دونگبی (Dongbei) است که به معنی شمال شرقی است.

منچوری داخلی: شمال شرقی چین = قرمز، مغولستان داخلی شرقی = صورتی

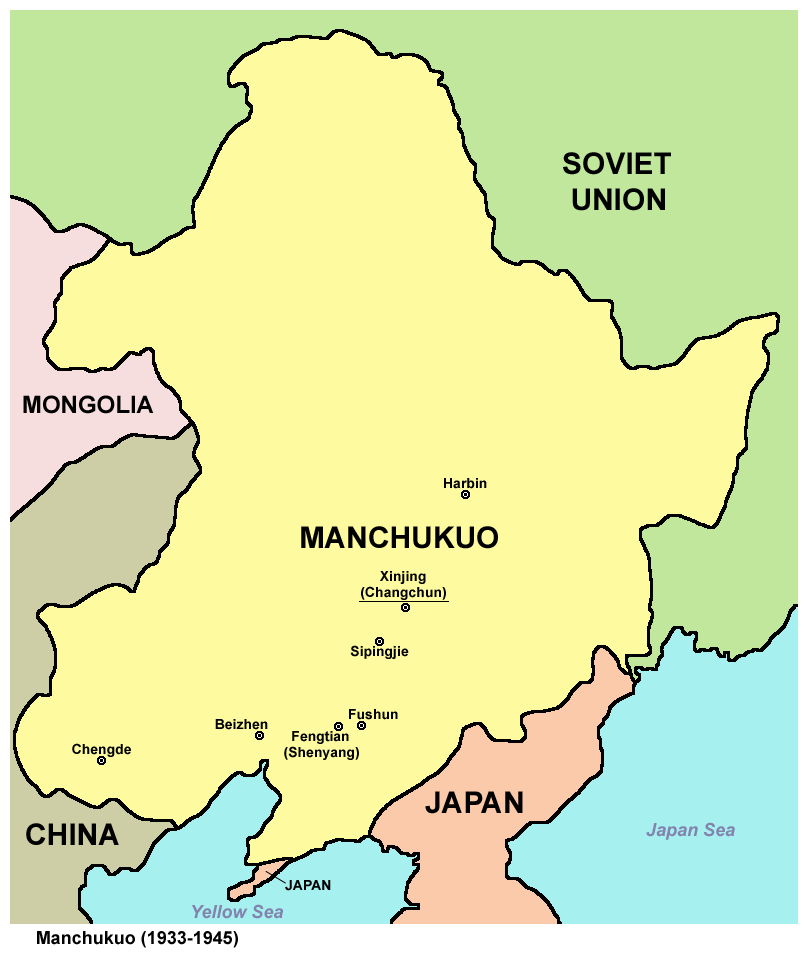
نقشه منچوکو (۱۹۳۳–۱۹۴۵)

## شهرهای اصلی منچوری
- شنیانگ
- دالیان
- هاربین
- چانگچون
- چیچیهار (Qiqihar)
- شهر جیلین